# Rogazionisti del Cuore di Gesù
I Rogazionisti del Cuore di Gesù (in latino Congregatio Rogationistarum a Corde Iesu) sono un istituto religioso maschile di diritto pontificio: i membri di questa congregazione clericale, detti semplicemente Rogazionisti, pospongono al loro nome la sigla R.C.I.

## Storia

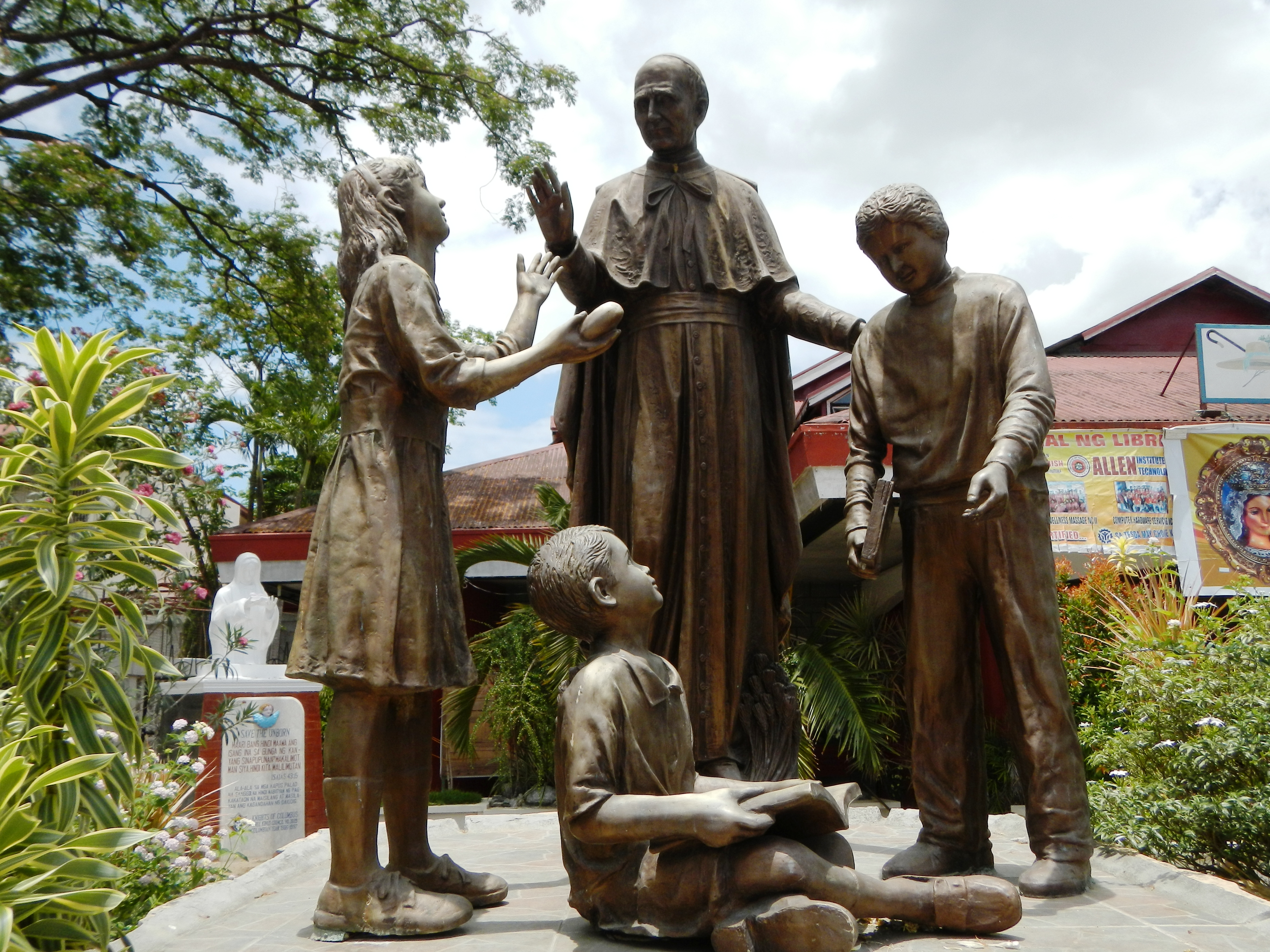
Monumento ad Annibale Maria Di Francia presso il santuario della Divina Pastora di Gapan

La congregazione venne fondata a Messina da Annibale Maria Di Francia (1851–1927). Ordinato sacerdote nel 1878, iniziò a dedicarsi assiduamente all'apostolato tra gli abitanti del quartiere messinese delle case Avignone, una delle zone più degradate e malsane della città, che aveva già avuto modo di conoscere da diacono: si impegnò a migliorare le condizioni morali e materiali della popolazione introducendo scuole e organizzando riunioni di catechismo.
Aprì anche un orfanotrofio femminile (1882) e poi uno maschile (1883). Si rivolse a diverse congregazioni religiose invitandole ad assumere la direzione delle sue opere, ma ottenne solo rifiuti: Di Francia decise allora di iniziare un nuovo istituto e nel 1889 accolse i primi giovani che aspiravano a divenire sacerdoti.
Il 16 maggio 1897 i primi collaboratori laici di Di Francia presero l'abito religioso e il 15 settembre 1901 il fondatore scelse per i suoi religiosi il nome di "rogazionisti", dalla parola latina Rogate  (tratto dalla frase evangelica Rogate [...] Dominum messis ut mittat operarios in messem suam), cioè "cercate", "chiedete" (Pregate [...] il padrone della messe che mandi operai nella sua messe!): il loro scopo principale doveva essere quello di pregare per le vocazioni e di propagare questo spirito di preghiera.
La congregazione dei rogazionisti venne intitolata al Sacro Cuore di Gesù, dedicata a Maria Immacolata e posta sotto il patrocinio dei santi Apostoli, Michele, Giuseppe e Antonio di Padova, che diede il nome agli orfanotrofi gestiti dai religiosi dell'istituto (Antoniani).
Il terremoto che colpì Messina nel 1908 danneggiò le strutture della congregazione ma spinse i rogazionisti ad estendere la loro opera anche in altre zone d'Italia: nel 1909 venne aperto un orfanotrofio a Oria, in Puglia. Un ulteriore duro colpo venne inferto al giovane istituto dallo scoppio della prima guerra mondiale, durante la quale persero la vita anche religiosi rogazionisti.
L'arcivescovo di Messina, Angelo Paino, approvò la congregazione a livello diocesano il 6 agosto 1926 e il 15 febbraio 1958 i rogazionisti ricevettero il pontificio decreto di lode.

## Attività e diffusione
L'abito dei rogazionisti è quello del clero secolare. Le loro finalità sono la preghiera per le vocazioni e la propagazione di tale spirito di preghiera; l'educazione e la santificazione dei giovani, specialmente di quelli abbandonati; il soccorso ai poveri. Gestiscono centri di spiritualità e di orientamento vocazionale, scuole, seminari , istituti educativi e centri di formazioni professionale; pubblicano e diffondono libri, periodici e riviste, soprattutto per sensibilizzare alla preghiera per le vocazioni.
Esiste pure il ramo femminile delle Figlie del Divino Zelo.
Sono presenti in Europa (Albania, Italia, Polonia, Spagna), nelle Americhe (Argentina, Brasile, Paraguay, Stati Uniti d'America), in Africa (Camerun, Ruanda), in Asia (Corea del Sud, Filippine, India, Vietnam), e in Papua Nuova Guinea; la sede generalizia è sulla via Tuscolana a Roma.
Alla fine del 2008 l'istituto contava 70 case e 420 membri, 278 dei quali sacerdoti.